# EuroCoupe de basket-ball 2012-2013
Navigation
Édition précédente Édition suivante
L’EuroCoupe de basket-ball 2012-2013 est la onzième édition de l'Eurocoupe, la deuxième plus grande compétition de clubs dans la hiérarchie du basket-ball européen, après l'Euroligue.
La première phase de la saison régulière a lieu du 7 novembre au 12 décembre et la seconde du 9 janvier au 20 février. La finale s'est jouée le 13 avril 2013 à Charleroi.

## Déroulement
Le tour principal de la compétition est ouvert à 32 équipes dont :
- 17 équipes qualifiées directement via leur classement en championnat national ou sur invitation de l'ULEB (wild-card) ;
- 7 équipes qualifiées à la suite de leur élimination au tour préliminaire d'Euroligue et reversées en EuroCoupe ;
- 8 équipes qualifiées après le tour préliminaire d'EuroCoupe. Les huit équipes perdantes de ce tour préliminaire sont reversées en EuroChallenge.

Lors de la phase régulière, les 32 équipes sont réparties en huit groupes de quatre équipes. Les deux premières équipes se qualifient pour le Top 16. Celui-ci se déroule également sous la forme de championnat : quatre groupes de quatre équipes, dont les deux premiers sont qualifiés pour le « Final 8 ».
Ce dernier se déroule sur un lieu unique le même weekend et sous la forme d'une coupe (quarts de finale, demi-finales, finale). Dans chacun de ces tours, le vainqueur est déterminé sur une seule rencontre.

## Équipes participantes
| \| Bandırma Belgrade Bilbao Charleroi Cholet Donetsk Istanbul Jérusalem Kazan Kiev Krasnodar Le Mans Lioubertsy Marioupol Néa Smýrni Nymburk Orléans Ostende Podgorica Prienai Quakenbrück Riga Saint-Pétersbourg Sassari Séville Sofia Sopot Ulm Valence (Espagne) Wurtzbourg Zagreb Zielona Góra \| Localisation des clubs engagés en EuroCoupe 2012-2013 |
| Bandırma Belgrade Bilbao Charleroi Cholet Donetsk Istanbul Jérusalem Kazan Kiev Krasnodar Le Mans Lioubertsy Marioupol Néa Smýrni Nymburk Orléans Ostende Podgorica Prienai Quakenbrück Riga Saint-Pétersbourg Sassari Séville Sofia Sopot Ulm Valence (Espagne) Wurtzbourg Zagreb Zielona Góra                                                             |

| Ligue            | Équipes | Équipes (place dans le championnat national lors de la saison 2011-12) | Équipes (place dans le championnat national lors de la saison 2011-12) | Équipes (place dans le championnat national lors de la saison 2011-12) | Équipes (place dans le championnat national lors de la saison 2011-12) |
| ---------------- | ------- | ---------------------------------------------------------------------- | ---------------------------------------------------------------------- | ---------------------------------------------------------------------- | ---------------------------------------------------------------------- |
| Superligue       | 4       | Triumph Lyubertsy (3)                                                  | Lokomotiv Kouban (4)                                                   | Spartak St-Pétersbourg (5)                                             | UNICS Kazan (6)                                                        |
| BBL              | 3       | Ratiopharm Ulm (2)                                                     | Artland Dragons (4)                                                    | s.Oliver Wurtzbourg (6)                                                |                                                                        |
| Liga ACB         | 3       | Valencia Basket (4)                                                    | Gescrap Bilbao Basket (6)                                              | Cajasol Seville (7)                                                    |                                                                        |
| Pro A            | 3       | Orléans WC (3)                                                         | Le Mans WC (4)                                                         | Cholet Basket (8)                                                      |                                                                        |
| SuperLeague      | 3       | BC Donetsk WC (1)                                                      | Boudivelnik Kiev (2)                                                   | Azovmach Marioupol (3)                                                 |                                                                        |
| Ethias           | 2       | Telenet Oostende (1)                                                   | Spirou Basket Club (3)                                                 |                                                                        |                                                                        |
| PLK              | 2       | Stelmet Zielona Góra (2)                                               | Trefl Sopot (3)                                                        |                                                                        |                                                                        |
| TBL              | 2       | Galatasaray (1)                                                        | Banvit BK (2)                                                          |                                                                        |                                                                        |
| NBL              | 1       | Lukoil Academic Sofia (NC)                                             |                                                                        |                                                                        |                                                                        |
| A-1 Liga         | 1       | KK Cibona (1)                                                          |                                                                        |                                                                        |                                                                        |
| ESAKE            | 1       | Paniónios BC (5)                                                       |                                                                        |                                                                        |                                                                        |
| Ligat Winner     | 1       | Hapoël Jérusalem (4)                                                   |                                                                        |                                                                        |                                                                        |
| LegA             | 1       | Dinamo Basket Sassari (4)                                              |                                                                        |                                                                        |                                                                        |
| LBL              | 1       | VEF Riga (1)                                                           |                                                                        |                                                                        |                                                                        |
| LKL              | 1       | BC Prienai (4)                                                         |                                                                        |                                                                        |                                                                        |
| Opportunity Liga | 1       | Budućnost Voli (1)                                                     |                                                                        |                                                                        |                                                                        |
| NBL              | 1       | ČEZ Nymburk (1)                                                        |                                                                        |                                                                        |                                                                        |
| NSL              | 1       | Étoile rouge de Belgrade (3)                                           |                                                                        |                                                                        |                                                                        |

WC = Wild-card

En gras les équipes reversées d'Euroligue.
|  | Vainqueur                           |
|  | Finaliste                           |
|  | Éliminés en demi-finale             |
|  | Éliminés en quarts de finale        |
|  | Éliminés lors du Last 16            |
|  | Éliminés lors de la phase régulière |

## Compétition

### Tirage au sort
Le tirage au sort de l'EuroCoupe a eu lieu le 9 octobre 2012.
Les équipes ont été réparties en 4 pots de 8 équipes.
Deux équipes d'une même nation ne peuvent pas s'affronter lors de cette première phase.

### Chapeaux
| Pot 1 | Pot 2 | Pot 3 | Pot 4 |
| --- | --- | --- | --- |
| Valencia Basket UNICS Kazan ČEZ Nymburk Gescrap Bilbao Basket Galatasaray Cajasol Seville Le Mans Spartak St-Pétersbourg | Hapoël Jérusalem Lokomotiv Kouban Triumph Lyubertsy Paniónios BC KK Cibona Dinamo Basket Sassari Banvit BK Budućnost Voli | VEF Riga Cholet Basket Spirou Basket Club BC Donetsk Boudivelnik Kiev Telenet Oostende Azovmach Marioupol Crvena zvezda | Orléans BC Prienai Trefl Sopot Stelmet Zielona Góra Ratiopharm Ulm Artland Dragons s.Oliver Baskets Würzburg Lukoil Academic Sofia |

### Phase régulière

#### Groupe A
| Rang | Équipe           | Pts | J | G | P | Pp  | Pc  | Diff |  | Résultats (dom.\ext.) |       |       |       |       |
| ---- | ---------------- | --- | - | - | - | --- | --- | ---- |  | --------------------- | ----- | ----- | ----- | ----- |
| 1    | Boudivelnik Kiev | 10  | 6 | 4 | 2 | 469 | 441 | 28   |  | ČEZ Nymburk           |       | 74-82 | 91-78 | 90-66 |
| 2    | ČEZ Nymburk      | 10  | 6 | 4 | 2 | 469 | 451 | 18   |  | Hapoël Jérusalem      | 69-86 |       | 81-67 | 92-79 |
| 3    | Hapoël Jérusalem | 9   | 6 | 3 | 3 | 473 | 475 | -2   |  | Boudivelnik Kiev      | 72-62 | 84-77 |       | 84-57 |
| 4    | BC Prienai       | 8   | 6 | 2 | 4 | 444 | 488 | -44  |  | BC Prienai            | 84-66 | 85-72 | 73-84 |       |

#### Groupe B
| Rang | Équipe                | Pts | J | G | P | Pp  | Pc  | Diff |  | Résultats (dom.\ext.) |       |       |       |       |
| ---- | --------------------- | --- | - | - | - | --- | --- | ---- |  | --------------------- | ----- | ----- | ----- | ----- |
| 1    | Gescrap Bilbao Basket | 12  | 6 | 6 | 0 | 490 | 421 | 69   |  | Gescrap Bilbao Basket |       | 85-78 | 85-84 | 82-60 |
| 2    | Budućnost Voli        | 10  | 6 | 4 | 2 | 418 | 388 | 30   |  | Budućnost Voli        | 66-68 |       | 59-55 | 75-72 |
| 3    | Lukoil Academic Sofia | 8   | 6 | 2 | 4 | 423 | 452 | -29  |  | Spirou Basket Club    | 69-85 | 53-66 |       | 61-79 |
| 4    | Spirou Basket Club    | 6   | 6 | 0 | 6 | 397 | 467 | -70  |  | Lukoil Academic Sofia | 64-85 | 55-74 | 93-75 |       |

#### Groupe C
| Rang | Équipe            | Pts | J | G | P | Pp  | Pc  | Diff |  | Résultats (dom.\ext.) |       |       |       |       |
| ---- | ----------------- | --- | - | - | - | --- | --- | ---- |  | --------------------- | ----- | ----- | ----- | ----- |
| 1    | Triumph Lyubertsy | 12  | 6 | 6 | 0 | 505 | 473 | 32   |  | Le Mans SB            |       | 71-76 | 67-69 | 88-51 |
| 2    | VEF Riga          | 9   | 6 | 3 | 3 | 475 | 473 | 2    |  | Triumph Lyubertsy     | 77-68 |       | 82-77 | 84-79 |
| 3    | Le Mans SB        | 8   | 6 | 2 | 4 | 454 | 429 | 25   |  | VEF Riga              | 80-89 | 84-91 |       | 83-72 |
| 4    | Artland Dragons   | 7   | 6 | 1 | 5 | 444 | 503 | -59  |  | Artland Dragons       | 76-71 | 94-95 | 72-82 |       |

#### Groupe D
| Rang | Équipe                    | Pts | J | G | P | Pp  | Pc  | Diff |  | Résultats (dom.\ext.)     |       |       |       |        |
| ---- | ------------------------- | --- | - | - | - | --- | --- | ---- |  | ------------------------- | ----- | ----- | ----- | ------ |
| 1    | Valencia Basket           | 11  | 6 | 5 | 1 | 520 | 439 | 81   |  | Valencia Basket           |       | 88-78 | 93-68 | 97-64  |
| 2    | Banvit BK                 | 10  | 6 | 4 | 2 | 522 | 485 | 37   |  | Banvit BK                 | 70-84 |       | 97-81 | 101-82 |
| 3    | s.Oliver Baskets Würzburg | 9   | 6 | 3 | 3 | 460 | 509 | -49  |  | BC Azovmach               | 70-76 | 88-95 |       | 71-82  |
| 4    | BC Azovmach               | 6   | 6 | 0 | 6 | 455 | 524 | -69  |  | s.Oliver Baskets Würzburg | 89-82 | 62-81 | 81-77 |        |

#### Groupe E
| Rang | Équipe           | Pts | J | G | P | Pp  | Pc  | Diff |  | Résultats (dom.\ext.) |       |       |       |        |
| ---- | ---------------- | --- | - | - | - | --- | --- | ---- |  | --------------------- | ----- | ----- | ----- | ------ |
| 1    | Lokomotiv Kouban | 10  | 6 | 4 | 2 | 471 | 437 | 34   |  | Galatasaray           |       | 76-52 | 72-68 | 103-82 |
| 2    | Galatasaray      | 10  | 6 | 4 | 2 | 492 | 446 | 46   |  | Lokomotiv Kouban      | 91-66 |       | 64-71 | 99-79  |
| 3    | BC Donetsk       | 9   | 6 | 3 | 3 | 461 | 459 | 2    |  | BC Donetsk            | 88-81 | 75-78 |       | 92-87  |
| 4    | Trefl Sopot      | 7   | 6 | 1 | 5 | 460 | 542 | -82  |  | Trefl Sopot           | 65-94 | 70-87 | 77-67 |        |

#### Groupe F
| Rang | Équipe               | Pts | J | G | P | Pp  | Pc  | Diff |  | Résultats (dom.\ext.) |       |       |         |       |
| ---- | -------------------- | --- | - | - | - | --- | --- | ---- |  | --------------------- | ----- | ----- | ------- | ----- |
| 1    | UNICS Kazan          | 11  | 6 | 5 | 1 | 481 | 442 | 39   |  | UNICS Kazan           |       | 82-73 | 83-72   | 76-91 |
| 2    | Stelmet Zielona Góra | 9   | 6 | 3 | 3 | 477 | 446 | 31   |  | Paniónios BC          | 72-92 |       | 101-100 | 70-76 |
| 3    | Telenet Oostende     | 8   | 6 | 2 | 4 | 464 | 482 | -18  |  | Telenet Oostende      | 67-74 | 84-65 |         | 80-74 |
| 4    | Paniónios BC         | 8   | 6 | 2 | 4 | 466 | 518 | -52  |  | Stelmet Zielona Góra  | 67-74 | 84-85 | 85-61   |       |

Victoire 101-100 (89-89) de Paniónios BC contre le Telenet Oostende après une prolongation.

#### Groupe G
| Rang | Équipe                 | Pts | J | G | P | Pp  | Pc  | Diff |  | Résultats (dom.\ext.)  |       |       |       |       |
| ---- | ---------------------- | --- | - | - | - | --- | --- | ---- |  | ---------------------- | ----- | ----- | ----- | ----- |
| 1    | Spartak St-Pétersbourg | 12  | 6 | 6 | 0 | 468 | 389 | 79   |  | Spartak St-Pétersbourg |       | 93-60 | 69-60 | 89-71 |
| 2    | Ratiopharm Ulm         | 9   | 6 | 3 | 3 | 476 | 457 | 19   |  | KK Cibona              | 56-64 |       | 90-95 | 81-86 |
| 3    | Cholet Basket          | 9   | 6 | 3 | 3 | 444 | 456 | -12  |  | Cholet Basket          | 68-76 | 79-59 |       | 71-93 |
| 4    | KK Cibona              | 6   | 6 | 0 | 6 | 414 | 500 | -86  |  | Ratiopharm Ulm         | 74-77 | 83-68 | 69-71 |       |

#### Groupe H
| Rang | Équipe                | Pts | J | G | P | Pp  | Pc  | Diff |  | Résultats (dom.\ext.) |       |         |       |       |
| ---- | --------------------- | --- | - | - | - | --- | --- | ---- |  | --------------------- | ----- | ------- | ----- | ----- |
| 1    | Crvena zvezda         | 11  | 6 | 5 | 1 | 556 | 515 | 41   |  | Cajasol Seville       |       | 76-85   | 93-95 | 84-78 |
| 2    | Cajasol Seville       | 9   | 6 | 3 | 3 | 483 | 471 | 12   |  | Dinamo Basket Sassari | 87-84 |         | 94-97 | 71-95 |
| 3    | Orléans               | 8   | 6 | 2 | 4 | 465 | 478 | -13  |  | Crvena zvezda         | 70-76 | 116-104 |       | 93-73 |
| 4    | Dinamo Basket Sassari | 8   | 6 | 2 | 4 | 516 | 556 | -40  |  | Orléans               | 56-70 | 88-75   | 75-85 |       |

### Top 16
Le Top 16 se dispute du 9 janvier au 20 février 2013.

#### Groupe I
| Rang | Équipe            | Pts | J | G | P | Pp  | Pc  | Diff |  | Résultats (dom.\ext.) |       |       |       |       |
| ---- | ----------------- | --- | - | - | - | --- | --- | ---- |  | --------------------- | ----- | ----- | ----- | ----- |
| 1    | Boudivelnik Kiev  | 10  | 6 | 4 | 2 | 486 | 478 | 8    |  | Boudivelnik Kiev      |       | 88-77 | 75-79 | 76-69 |
| 2    | Budućnost Voli    | 9   | 6 | 3 | 3 | 456 | 436 | 20   |  | Triumph Lyubertsy     | 84-85 |       | 76-66 | 93-89 |
| 3    | Banvit BK         | 9   | 6 | 3 | 3 | 477 | 479 | -2   |  | Budućnost Voli        | 75-77 | 90-69 |       | 66-50 |
| 4    | Triumph Lyubertsy | 8   | 6 | 2 | 4 | 478 | 504 | -26  |  | Banvit BK             | 94-85 | 86-79 | 89-80 |       |

#### Groupe J
| Rang | Équipe             | Pts | J | G | P | Pp  | Pc  | Diff |  | Résultats (dom.\ext.) | B     | V      |        |       |
| ---- | ------------------ | --- | - | - | - | --- | --- | ---- |  | --------------------- | ----- | ------ | ------ | ----- |
| 1    | Uxue Bilbao Basket | 10  | 6 | 4 | 2 | 470 | 454 | 16   |  | Uxue Bilbao Basket    |       | 91-76  | 83-85  | 76-65 |
| 2    | Valencia Basket    | 10  | 6 | 4 | 2 | 511 | 462 | 49   |  | Valencia Basket       | 60-61 |        | 104-55 | 86-82 |
| 3    | VEF Riga           | 9   | 6 | 3 | 3 | 508 | 480 | 28   |  | ČEZ Nymburk           | 69-83 | 77-82  |        | 80-85 |
| 4    | ČEZ Nymburk        | 7   | 6 | 1 | 5 | 425 | 518 | -93  |  | VEF Riga              | 99-76 | 96-103 | 81-59  |       |

#### Groupe K
| Rang | Équipe                 | Pts | J | G | P | Pp  | Pc  | Diff |  | Résultats (dom.\ext.)  | K     | S     |       |       |
| ---- | ---------------------- | --- | - | - | - | --- | --- | ---- |  | ---------------------- | ----- | ----- | ----- | ----- |
| 1    | Lokomotiv Kouban       | 11  | 6 | 5 | 1 | 515 | 475 | 40   |  | Lokomotiv Kouban       |       | 77-72 | 96-87 | 83-72 |
| 2    | Spartak St-Pétersbourg | 9   | 6 | 3 | 3 | 456 | 411 | 45   |  | Spartak St-Pétersbourg | 70-84 |       | 81-54 | 78-59 |
| 3    | Stelmet Zielona Góra   | 9   | 6 | 3 | 3 | 465 | 502 | -37  |  | Stelmet Zielona Góra   | 94-88 | 69-89 |       | 76-67 |
| 4    | Cajasol Seville        | 7   | 6 | 1 | 5 | 427 | 475 | -48  |  | Cajasol Seville        | 80-87 | 68-66 | 81-85 |       |

#### Groupe L
| Rang | Équipe         | Pts | J | G | P | Pp  | Pc  | Diff |  | Résultats (dom.\ext.) |       |        |       |       |
| ---- | -------------- | --- | - | - | - | --- | --- | ---- |  | --------------------- | ----- | ------ | ----- | ----- |
| 1    | UNICS Kazan    | 10  | 6 | 4 | 2 | 461 | 443 | 18   |  | UNICS Kazan           |       | 78-59  | 64-57 | 87-95 |
| 2    | Ratiopharm Ulm | 9   | 6 | 3 | 3 | 516 | 496 | 20   |  | Crvena zvezda         | 81-73 |        | 74-91 | 78-92 |
| 3    | Galatasaray    | 9   | 6 | 3 | 3 | 459 | 459 | 0    |  | Galatasaray           | 74-80 | 85-84  |       | 82-66 |
| 4    | Crvena zvezda  | 8   | 6 | 2 | 4 | 476 | 514 | -38  |  | Ratiopharm Ulm        | 77-79 | 95-100 | 91-70 |       |

### Quarts de finale
Les quarts de finale se disputent en deux manches sèches les 6 et 13 mars 2013. Le vainqueur est déterminé par l'aggrégation des deux scores. L'équipe indiquée comme no 1 est celle qui reçoit au match retour.
| Équipe no 1        | Total     | Équipe no 2            | Aller   | Retour   |
| ------------------ | --------- | ---------------------- | ------- | -------- |
| Boudivelnyk Kiev   | 145 – 139 | Spartak St-Pétersbourg | 72 – 83 | 73 – 56  |
| Uxue Bilbao Basket | 182 – 163 | Ratiopharm Ulm         | 81 – 85 | 101 – 78 |
| Lokomotiv Kouban   | 162 – 119 | Budućnost Voli         | 72 – 54 | 90 – 65  |
| UNICS Kazan        | 141 – 148 | Valencia BC            | 70 – 80 | 71 – 68  |

### Demi-finales
Les demi-finales se disputent en deux manches sèches les 20, 26 et 27 mars 2013. Le vainqueur est déterminé par l'aggrégation des deux scores. L'équipe indiquée comme no 1 est celle qui reçoit au match retour.
| Équipe no 1        | Total     | Équipe no 2      | Aller   | Retour  |
| ------------------ | --------- | ---------------- | ------- | ------- |
| Uxue Bilbao Basket | 168 - 136 | Boudivelnyk Kiev | 93 - 83 | 75 - 53 |
| Lokomotiv Kouban   | 160 – 155 | Valencia BC      | 97 - 87 | 63 - 68 |

### Finale
La finale est disputée le 13 avril 2013 au Spiroudôme de Charleroi en Belgique.
| Finaliste no 1     | Score final | Finaliste no 2   |
| ------------------ | ----------- | ---------------- |
| Uxue Bilbao Basket | 64 - 75     | Lokomotiv Kouban |

## Statistiques individuelles
| Catégorie     | Nom                  | Équipe              | Matchs | Statistique | Moyenne |
| ------------- | -------------------- | ------------------- | ------ | ----------- | ------- |
| Points        | Malcolm Delaney      | BK Boudivelnyk Kiev | 16     | 257         | 16,06   |
| Rebonds       | Leo Lyons            | BK Boudivelnyk Kiev | 16     | 117         | 7,31    |
| Passes        | Nick Calathes        | Lokomotiv Kouban    | 17     | 113         | 6,65    |
| Interceptions | Mire Chatman         | UNICS Kazan         | 14     | 28          | 2,00    |
| Contres       | Michailas Anisimovas | BK Boudivelnyk Kiev | 15     | 18          | 1,20    |

## Récompenses individuelles

### Récompenses annuelles
- MVP de la saison régulière :  Nick Calathes (Lokomotiv Kouban-Krasnodar)[2],[3]
- MVP de la finale :  Richard Hendrix (Lokomotiv Kouban-Krasnodar)[4]
- Entraîneur de l'année :  Fótis Katsikáris (Uxue Bilbao Basket)
- Révélation de l'année :  Bojan Dubljević (Valencia BC)
- Premier et deuxième cinq majeur

| Position           | Meilleur cinq majeur d'Eurocoupe | Équipe                     | Deuxième cinq majeur  | Équipe                     |
| ------------------ | -------------------------------- | -------------------------- | --------------------- | -------------------------- |
| Arrière            | Nick Calathes                    | Lokomotiv Kouban-Krasnodar | Walter Hodge          | Stelmet Zielona Góra       |
| Arrière            | Malcolm Delaney                  | BK Boudivelnyk Kiev        | Chuck Eidson          | UNICS Kazan                |
| Ailier             | Kostas Vasileiadis               | Bilbao Basket              | Derrick Brown         | Lokomotiv Kouban-Krasnodar |
| Ailier fort, pivot | Justin Doellman                  | Valencia BC                | Lamont Hamilton       | Bilbao Basket              |
| Ailier fort, pivot | John Bryant                      | Ratiopharm Ulm             | Loukas Mavrokefalidis | Spartak Saint-Pétersbourg  |

### Récompenses hebdomadaires

#### MVP par journée

##### Saison régulière
| Journée | Joueur                   | Équipe                      | Éval. |
| ------- | ------------------------ | --------------------------- | ----- |
| 1       | Matt Lojeski             | Telenet Oostende            | 34    |
| 2       | Sammy Mejia Tywain McKee | Banvit BK Triumph Lyubertsy | 30    |
| 3       | Tywain McKee             | Triumph Lyubertsy           | 42    |
| 4       | Chuck Davis              | Banvit BK                   | 36    |
| 5       | Courtney Fells           | Hapoël Jérusalem            | 41    |
| 6       | Derrick Brown            | Lokomotiv Kouban            | 39    |

##### Top 16
| Journée | Joueur           | Équipe               | Éval. |
| ------- | ---------------- | -------------------- | ----- |
| 1       | Čedomir Vitkovac | Budućnost Voli       | 40    |
| 2       | Earl Rowland     | VEF Riga             | 36    |
| 3       | Čedomir Vitkovac | Budućnost Voli       | 30    |
| 4       | John Bryant      | Ratiopharm Ulm       | 36    |
| 5       | Walter Hodge     | Stelmet Zielona Góra | 42    |
| 6       | Walter Hodge     | Stelmet Zielona Góra | 39    |

##### Quarts de finale
| Journée | Joueur         | Équipe           | Éval. |
| ------- | -------------- | ---------------- | ----- |
| 1       | John Bryant    | Ratiopharm Ulm   | 30    |
| 2       | Simas Jasaitis | Lokomotiv Kouban | 28    |

##### Demi-finales
| Journée | Joueur          | Équipe           | Éval. |
| ------- | --------------- | ---------------- | ----- |
| 1       | Simas Jasaitis  | Lokomotiv Kouban | 33    |
| 2       | Stefan Marković | Valencia BC      | 22    |